# Мамуев, Алимхан Амадович
Алимха́н Ама́дович Маму́ев (18 июля 1984 года) — российский борец вольного стиля, серебряный (2001) и бронзовый (2002) призёр первенств России среди юниоров, обладатель Кубка России 2007 и 2008 годов, победитель и призёр всероссийских и международных турниров, Мастер спорта России международного класса. Выступал в весовой категории до 60 кг. Наставниками Мамуева были Николай Козлов и Алексей Базулин.
Чеченец.

## Спортивные достижения
- Серебряный (2001) и бронзовый (2002) призёр первенства России среди юниоров;
- Трёхкратный призёр Гран-при «Александр Медведь» в Минске (2004, 2009, 2010);
- Бронзовый призёр Гран-при «Иван Ярыгин» (2009);
- Обладатель Кубка России (2007, 2008);
- Победитель чемпионата РФСО «Локомотив» (2010).